# Cyphella
Cyphella is een geslacht van schimmels behorend tot de familie Cyphellaceae. De typesoort is Cyphella digitalis.

## Soorten
Volgens Index Fungorum telt het geslacht 64 soorten (peildatum april 2023):
| Soortnaam                 | Auteur(s)                    | Publicatiejaar |
| ------------------------- | ---------------------------- | -------------- |
| Cyphella agariciformis    | Pilát                        | 1926           |
| Cyphella alboflavida      | Bres.                        | 1926           |
| Cyphella araneosa         | Bourdot & Galzin             | 1928           |
| Cyphella auricularioides  | Henn. & E. Nyman             | 1899           |
| Cyphella bourdotii        | Pilát                        | 1927           |
| Cyphella brayerae         | Henn.                        | 1895           |
| Cyphella byssacea         | Henn. & E. Nyman             | 1899           |
| Cyphella calostoma        | Pilát                        | 1927           |
| Cyphella caricina         | Peck                         | 1883           |
| Cyphella carnea           | Pat.                         | 1923           |
| Cyphella cheesmanii       | Massee                       | 1909           |
| Cyphella cirratopilosa    | Henn.                        | 1905           |
| Cyphella coralloderma     | D.A. Reid                    | 1961           |
| Cyphella cyatheae         | S. Ito & S. Imai             | 1940           |
| Cyphella cyathus          | Henn.                        | 1900           |
| Cyphella digitalis        | (Alb. & Schwein.) Fr.        | 1822           |
| Cyphella disciformis      | Henn.                        | 1895           |
| Cyphella discoidea        | Cooke                        | 1884           |
| Cyphella euphorbiicola    | Pat. ex Sacc.                | 1895           |
| Cyphella ferruginea       | P. Crouan & H. Crouan        | 1867           |
| Cyphella floccosa         | (Sacc.) Jaap                 | 1912           |
| Cyphella fulvescens       | Bourdot & Galzin             | 1928           |
| Cyphella fulvodisca       | Cooke & Massee               | 1890           |
| Cyphella gigas            | Pat.                         | 1909           |
| Cyphella granulosa        | Velen.                       | 1939           |
| Cyphella gregaria         | Syd. & P. Syd.               | 1900           |
| Cyphella heveae           | Massee                       | 1914           |
| Cyphella hyperici         | Velen.                       | 1939           |
| Cyphella involuta         | Lloyd                        | 1924           |
| Cyphella irenes           | Maire                        | 1917           |
| Cyphella jucundissima     | (Desm.) Höhn.                | 1918           |
| Cyphella juniperi         | Velen.                       | 1947           |
| Cyphella juruensis        | Henn.                        | 1904           |
| Cyphella laevipila        | Speg.                        | 1909           |
| Cyphella ledermannii      | Syd. & P. Syd.               | 1921           |
| Cyphella leonina          | Speg.                        | 1881           |
| Cyphella lloydiana        | Pilát                        | 1925           |
| Cyphella lutescens        | (Pers.) Lloyd                | 1923           |
| Cyphella marginata        | McAlpine                     | 1902           |
| Cyphella maxima           | Massee                       | 1892           |
| Cyphella microthele       | Speg.                        | 1909           |
| Cyphella patens           | A.L. Sm.                     | 1901           |
| Cyphella poriformis       | Henn.                        | 1895           |
| Cyphella porrigens        | Burt                         | 1914           |
| Cyphella pteridophyta     | Rodway                       | 1920           |
| Cyphella quercina         | Lloyd                        | 1925           |
| Cyphella reineckeana      | Henn.                        | 1896           |
| Cyphella rosicola         | Pilát                        | 1924           |
| Cyphella rufobrunnea      | Henn.                        | 1895           |
| Cyphella sarothamni       | Pilát                        | 1925           |
| Cyphella sessilis         | Burt                         | 1926           |
| Cyphella soleniiformis    | (Berk. & M.A. Curtis) Massee | 1901           |
| Cyphella spiralis         | Coker                        | 1927           |
| Cyphella stilboidea       | Speg.                        | 1921           |
| Cyphella struthiopteridis | Pilát                        | 1926           |
| Cyphella subgrisella      | Rick                         | 1931           |
| Cyphella subvillosa       | Henn.                        | 1900           |
| Cyphella tela             | (Berk. & M.A. Curtis) Massee | 1901           |
| Cyphella thaxteri         | Burt                         | 1926           |
| Cyphella tijucensis       | Henn.                        | 1904           |
| Cyphella tsugae           | Coker                        | 1927           |
| Cyphella usambarensis     | Henn.                        | 1895           |
| Cyphella vitis            | (Bonord.) Höhn.              | 1905           |
| Cyphella zeuneri          | Pilát                        | 1925           |